# Anhur
Anhur (Onuris, Onouris, An-her, Anhuret, Han-her, Inhert) – we wczesnej mitologii egipskiej był pierwotnie bogiem wojny, czczonym w egipskim obszarze Abydos, a szczególnie w Thinis. Z mitów dowiadujemy się, że swoją żonę Menhit, (będącą jego żeńskim odpowiednikiem) poznał w Nubii.
Jeden z jego tytułów to Morderca Wrogów. Anhur był przedstawiany jako brodaty człowiek, ubrany w szlafrok, posiadający nakrycie głowy z czterema piórami, trzymający włócznię lub lancę w dłoni. Czasami widniał jako bóg z głową lwa (reprezentujący siłę i moc). Według niektórych źródeł, szata była bardziej podobna do kiltu.
Ze względu na swoją pozycję jako boga wojny, był patronem dawnej armii egipskiej i uosobieniem wojowników królewskich. Jego postać często można spotkać na różnych festiwalach gdzie widnieje na makietach bitewnych. Podczas okresu rzymskiego, cesarz Tyberiusz był malowany na ścianach egipskich świątyń w charakterystycznym pióropuszu Anhura.
Nazwa Anhur może oznaczać Okaziciel Niebios. Ze względu na wspólne nakrycie głowy, Anhur później był utożsamiany z Shu, stając się Anhur-Shu.

## Arcykapłani Anhura
- Amenhotep – za czasów Totmesa IV[1]
- Hori[2]
- Minmose – za panowania Ramzesa II[2]
- Anhurmose – od czasów Merenptah[2][3]
- Sishepset – od czasów Ramzesa III[3]
- Harsiese – wspomniano na ostrakonie w Abydos[3]

## W obecnej kulturze
Postać Anhura można również spotkać w grze Smite, gdzie gracze wcielają się w bóstwa pochodzące z różnych mitologii i toczą ze sobą bitwy na dużych mapach. Celem jest dotarcie do bazy wroga i zniszczenie znajdującego się tam centrum dowodzenia.
Anhur, egipski bóg wojny o lwiej głowie, niszczy przeciwników za pomocą włóczni i podstępu – broni równie ostrych! Jako syn Ra, Anhur i jego siostra Bastet, podróżowali wraz z ojcem podczas codziennej wędrówki złotą barką. Podczas wschodu i zachodu słońca, bronili statek przed niszczycielskim wężem, Apep’em, który czaił się na horyzoncie. Odważny i inteligentny Anhur obronił barkę za pomocą włóczni i sztuki podstępu. Zwodził pradawnego węża do czasu aż Bestet wyprowadziła śmiercionośny cios. Wraz z odejściem Apep’a, Ra stał się faraonem, Bastet boginią kotów i kobiet a Anhur przybrał tytuł boga wojny. W taki sposób stał on się znany jako Niszczyciel Nieprzyjaciół. Po pewnym czasie, kolejna kocia bogini, Menhet, uciekła z Panteonu. Anhur przysiągł, że sprowadzi ją z odległej krainy Nubii, lecz podczas spotkania z Menhet, bóg wojny zakochał się w niej. Owijając linę wokół jej szyi, sprowadził ją do domu, gdzie zażądał by Menhet została jego żoną. Na co, nie ukrywając szczęścia, zezwolił Ra.